# 金水街道
金水街道，是中华人民共和国湖北省武汉市江夏区下辖的一个乡镇级行政单位。

## 行政区划
金水街道下辖以下地区：
金隆社区、老场部社区、金兴社区、武当社区、港尖生产队、窑沟生产队、新沟生产队、邓家瓦屋生产队、花篮棚生产队、水产生产队、四行生产队、梨园生产队和农科所生产队。